# Gornja Lepenica
Gornja Lepenica je naseljeno mjesto u sastavu općine Srbac, Republika Srpska, BiH.

## Stanovništvo
| Gornja Lepenica    |              |
| Godina popisa      | 1991.        |
| Srbi               | 346 (98,58%) |
| Hrvati             | 0            |
| Muslimani          | 0            |
| Jugoslaveni        | 0            |
| ostali i nepoznato | 5 (1,42%)    |
| ukupno             | 351          |